# Silberhardt
Silberhardt war ein Ortsteil der Gemeinde Windeck im Rhein-Sieg-Kreis. Er war eine Ansiedlung um die Grube Silberhardt.

## Lage
Silberhardt liegt auf den Hängen des Bergischen Landes zwischen Öttershagen und Kohlberg.

## Geschichte
Das Dorf gehörte zum Kirchspiel Rosbach und zeitweise zur Bürgermeisterei Dattenfeld.
1863 gab es einen Einwohner. 1888 gab es 47 Bewohner in sieben Häusern.
1962 wohnten hier 27 und 1976 26 Personen.